# Tolkskolan
Försvarets tolkskola (TolkS) är en försvarsmaktsgemensam språkskola inom svenska Försvarsmakten som verkat i olika former sedan 1957. Skolans stab är förlagd i Uppsala garnison i Uppsala.

## Historik
Tolkskolan grundades den 27 maj 1957 som ett försök vid Arméns underofficerskola (AUS) av Sigvard Lindqvist. Tolkskolan verkade som ett försöksförband fram till den 1 juni 1960, då skolan fick en egen skolchef och började verka fullt ut. Den 1 juli 1982 underställdes Tolkskolan chefen för Arméns stabs- och sambandsskola (StabSbS). Redan ett år senare, den 1 juni 1983, kom Tolkskolan att underställas Upplands regemente (S 1). Dock hade Upplands regemente då lämnat Uppsala garnison och omlokaliserats till Enköpings garnison, samtidigt som Tolkskolan skulle kvarstå i Uppsala. Det medförde att Tolkskolan överfördes från Armén till Flygvapnet den 1 juli 1984 och istället underställdes chefen för Flygvapnets Uppsalaskolor (F 20).
Den 1 juli 1994 blev skolan en självständig enhet under namnet Försvarets tolkskola. Genom försvarsbeslutet 1996 avvecklades Arméns underrättelseskola (UndS) och Flygvapnets underrättelseskola (FVUndS) som enskilda skolor och uppgick den 1 januari 1998, tillsammans med Försvarets Tolkskola, i det nybildade Försvarsmaktens underrättelse- och säkerhetscentrum (FMUndSäkC).

## Verksamhet
Ända sedan starten 1957 har soldater/värnpliktiga och sedan 2011 specialistofficerare utbildats i ryska. Den 16 juni 1994 utexaminerades den första kvinnliga officeren från Försvarets Tolkskola, där hon som ung officer hade genomfört ett års ryskstudier tillsammans med den värnpliktiga tolkkursen. Under utbildningsåren 2006-2008 inleddes nya värnpliktsutbildningar i arabiska och persiska (dari), samtidigt som läromedlen i ryska genomgick en modernisering inför kommande år.
Utbildningen av värnpliktiga militärtolkar i arabiska påbörjades hösten 2006 och utbildningen i iranska språk (persiska/dari) inleddes för första gången hösten 2008. Arabiskan valdes bl.a. av anledningen att Sverige vid den tiden var engagerad i de stående EU-styrkorna (Battle Groups) som skulle kunna verka upp till 600 mil från Bryssel. Dari valdes med anledning av Sveriges utökade engagemang i Afghanistan. Från och med 2006 och ett antal år framåt, var även kommunikationssignalspanare från Televapenkompaniet på Ledningsregementet (LedR) i förlagda vid Tolkskolan, för att genomföra språkskedet av sin utbildning tillsammans med tolkarna. Därmed var all utbildning av värnpliktiga språkspecialister i Försvarsmakten förlagd till Tolkskolan. Till och med 2003 utbildades även värnpliktiga i ryska vid Försvarets radioanstalt (FRA).
Utbildningen till militärtolk vid Tolkskolan, är sedan 2011 en specialistofficersutbildning för reservofficerare (SOU/R) över totalt ett och ett halvt år. Utbildningen inleds med en grundutbildning. Grundutbildningen inleds med GMU, grundläggande militär utbildning, och därefter följer FOK, förberedande officerskurs, med inriktning på yrkesofficerskunskaper. Grundutbildningen förläggs normalt till annat militärt förband, där vissa år Ledningsregementet i Enköping har genomfört utbildningen.. Efter genomförd grundutbildning påbörjas befattningsutbildning vid Försvarsmaktens underrättelse- och säkerhetscentrum i Uppsala. Under befattningsskedet genomförs skriftliga prov varje fredag och muntliga tolkningsprov ungefär varannan vecka. Kadetterna får även civila högskolepoäng för språkstudierna. Studierna berättigar till 67,5 universitetspoäng i språk och 7,5 poäng i etik.
Åren 2011–2021 genomfördes ingen värnpliktsutbildning vid Tolkskolan. År 2021 återupptogs värnpliktsutbildningen igen, denna gång (endast) i ryska. Under 12 månader (inryckning sent juni) utbildar Tolkskolan värnpliktiga som ges cirka 24 veckor språkutbildning i ryska. Grundutbildningen kallas "Förhörssoldat".
Utöver värnpliktsutbildning bedriver skolan även kortare kurser för utlandsstyrkans  behov. Vid 1990-talets slut i albanska, serbiska/bosniska/kroatiska, och på senare tid t.ex. ukrainska.

### Kurser
- Arabiska, ryska eller franska för militärtolkar - SOU/R (18 månader)[7]
- Ryska för det nationella försvaret - GU Förhörssoldat (11,5 månader)
- Albanska och serbiska för Utlandsstyrkan i Kosovo (5 veckor)
- Iranska språket dari för svenska trupperna i Afghanistan (5 veckor)
- Kulturell förståelse (1 vecka)

## Förläggningar och övningsplatser
I samband med att skolan bildades 1957, kom den att förläggas till Upplands artilleriregementes före detta kanslihus vid Dag Hammarskjölds väg i Uppsala. När sedan Upplands signalregemente sommaren 1982 omlokaliserades till Enköpings garnison, övertog Tolkskolan samma år en av S 1:s gamla kaserner - kasern 2 vid Polacksbacken. Tolkskolan blev den sista militära enheten vid Polacksbacken, då Byggnadsstyrelsen övertog förvaltningen av området efter att skolan flyttat till Ärna. Den 1 juli 1985 samlokaliserades skolan med Flygvapnets Uppsalaskolor (F 20) vid Ärna flygplats, och flyttade då in i en nybyggd skolbyggnad som benämndes byggnad 173. 

## Heraldik och traditioner
Skolans vapensköld, som antogs 1987, togs fram av en av skolans språklärare, Jan Erik Walter, och förfinades/slutfördes av heraldikern Bengt Olof Kälde. På skölden/vapnet återfinns de två korparna Hugin och Munin ur nordisk mytologi.

## Namn, beteckning och förläggningsort
| Arméns tolkskola     | 1957-05-27 | – | 1984-06-30 |
| Försvarets tolkskola | 1984-07-01 | – |            |

| TolkS | 1957-05-27 | – |  |

| Uppsala garnison (F) | 1960-06-01 | – |  |

## Kända personer som gjort värnplikt vid Tolkskolan
- Martin Andersson (finansman)[8]
- Erik Berglöf[9][8], professor och chefsekonom.
- Örjan Berner, ambassadör
- Hans Björkegren[8], författare och översättare
- Johan Björkstén[8], serieentreprenör, författare och programledare i Kina
- Lars Erik Blomqvist[8], författare och översättare
- Henrik Borelius, VD och koncernchef för Attendo AB
- Lars Borgnäs[8], journalist
- Krister Bringéus[8], ambassadör
- Lars Calmfors[10][8], professor i internationell ekonomi
- Staffan Carlsson[8], ambassadör
- Östen Dahl[8], lingvist
- Hans Dalborg[8], styrelseordförande i Nordea
- Kent Degerfelt, EU-ambassador
- Malcolm Dixelius[8], f.d. utrikeskorrespondent SVT mm
- Klas Eklund[4][8], ekonom
- Horace Engdahl[11][4][8], f.d. ständig sekreterare i Svenska Akademien (värnplikt 1967/68)
- Göran Ennerfelt[8], företagsledare
- Peter Ericson[8], ambassadör
- Johan Erséus[8], journalist och  författare
- Jonathan Falck[8], journalist och  f.d. chefredaktör på Göteborgs-Posten
- Lars Fredén[8], ambassadör
- Stig Fredrikson[4][8], journalist
- Christer Fåhraeus[8], forskare, serieentreprenör och investerare
- Jonas Hallberg[8], komiker
- Erik Hammarskjöld[8], diplomat
- Sven Hirdman[8], ambassadör
- Sten Johansson[8], generaldirektör
- Jussi Karlgren[8], lingvist
- Gunnar Karlson[8], general och chef MUST
- Anders Karlhede[8], professor i fysik
- Kung, Andres, journalist och foerfattare
- Göran Lambertz[8], justitieråd, f.d. justitiekansler
- Peter Landelius[8], författare och ambassadör
- Paul Leander Engström[8], affärsman och filantrop
- Björn Lindgren, f.d. språkrör, Grön Ungdom
- Magnus Ljunggren (litteraturvetare)[8], författare och översättare
- Sten Ljunggren[8], skådespelare
- Gunnar Lund[8], ambassadör
- Johan Lybeck[8], professor, konsult, författare, debattör
- Björn Lyrvall, ambassadör och generaldirektör
- Mattias Miksche, entreprenör och investerare
- Johan Molander[8], ambassadör
- Per Molander[8], generaldirektör
- Carl Magnus Nesser, ambassadör
- M.I.Nordberg, Litt. Shooting between heart beats. en, sv, de.
- Stefan Noreén[8], ambassadör
- Karl-Erik Norrman[8], f.d. ambassadör
- Morgan Olofsson[8], journalist
- Frank Orton[8], fd Diskrimineringsombudsman.
- Joakim Palme[8], professor i statsvetenskap
- Torsten Persson[8], nationalekonom
- Kryddan Peterson[8], komiker
- Svante Pääbo[8], biolog och Nobelpristagare
- Magnus Robach[8], ambassadör
- Otto Sjöberg[8], f.d. chefredaktör, Expressen
- Michael Sohlman[8], VD för Nobelstiftelsen
- Ulf Stange[8], diplomat
- Olle Stenholm[8], f.d. journalist och utrikeskorrespondent vid SR och SVT
- Sven-Ivan Sundqvist[8]ekonom, f.d. börskommentator
- Oscar Swartz[8], svensk internetentreprenör och nationalekonom
- Jan Teorell[8], professor i statsvetenskap
- Jan Erik Walter[8], f.d. lärare vid Tolkskolan
- Anders Westholm[8], professor i statsvetenskap
- Gunnar Wetterberg[8], Sacos samhällspolitiske chef'
- Svante Weyler[4][8], journalist, förläggare.
- Tadeusz Wieloch[8], professor
- Jan Winter[8], journalist och musiker
- Jens Zander[8], professor
- Erik Åsbrink[8], f.d finansminister
- Anders Åslund[8], ekonomiprofessor och rådgivare till Boris Jeltsin
- Ola Källenius[12], företagsledare